# Dotek lásky
Dotek lásky je studiové album českého zpěváka Karla Gotta. Vydal jej Supraphon v září 2012 a obsahuje celkem 17 coververzí světových hitů popu. České texty k těmto písním napsali například Pavel Vrba, Miloš Skalka nebo Michael Prostějovský. Album bylo pokřtěno 23. října 2012 a kmotry alba se stali Gabriela Gunčíková a Dasha. Písně na album Karel Gott nahrál během let 2011 a 2012.

## Seznam skladeb
1. Party (I'm A Believer)
2. S tebou vždycky přijde máj (Always on my mind)
3. Čas (Ben)
4. Ďábel tisíc tváří má (You're The Devil In Disguise)
5. Já toužil plout (If I Could Turn Back The Hands Of Time)
6. Podezírání (Suspicious Minds)
7. Můj ideál (Endless Love) – duet s Monikou Absolonovou
8. S ní (She)
9. Modrý samet (Blue Velvet)
10. Dotek lásky (Never Thought)
11. Ona mi věří (She Believes In Me)
12. Já znám lásky pád (All Out Of Love)
13. Vincent van Gogh (Vincent)
14. Sochy v dešti (Crying In The Rain)
15. Všichni mí strážní andělé (Wind Beneath my wings)
16. Solitér (Solitaire)
17. Nic nás nezastaví (Nothing's Gonna Stop Us Now) – duet s Gabrielou Gunčíkovou